# Gulnara Samitova
Gulnara Iskanderova Samitova (ryska: Гульнара Искандеровна Самитова), född 9 juli 1978, Naberezjnyje Tjelny i Tatariska ASSR i Sovjetunionen (nu Tatarstan i Ryssland) är en rysk friidrottare (medeldistans och hinder). 
Samitova började sin karriär som medeldistanslöpare och var med vid VM 2003 i Paris där hon blev sjua på 5 000 meter. Under 2004 blev hon sexa vid de Olympiska sommarspelen 2004 i Aten. Samma år noterade hon även världsrekord i 3 000 meter hinder med tiden 9.01,59. Trots världsrekordet hade hon svårt att lyckas vid mästerskap. Vid VM 2007 i Osaka slutade hon på sjunde plats. Samitova deltog vid Olympiska sommarspelen 2008 där hon vann guld på den nya världsrekordtiden 8.58,81.
Hon deltog vid VM 2009 på 3 000 meter hinder där hon länge var i ledning men tröttnade på sista varvet och slutade på en fjärde plats. 